# Колісник Олена Петрівна
Олена Петрівна Колісник (нар. 21 січня 1939, селище Верхньодніпровськ, тепер місто Верхньодніпровського району Дніпропетровської області) — українська радянська діячка, бригадир жіночої тракторної бригади колгоспу «Родина» Покровського району Дніпропетровської області. Депутат Верховної Ради УРСР 11-го скликання.

## Біографія
Освіта вища. Закінчила Мелітопольський інститут механізації сільського господарства.
У 1959—1961 роках — викладач училища механізації сільського господарства в селі Ново-Павлівка Межівського району Дніпропетровської області. У 1961—1965 роках — вчитель Покровської середньої школи № 1 імені Горького Покровського району Дніпропетровської області.
У 1965—1982 роках — інженер об'єднання «Сільгосптехніка» Покровського району Дніпропетровської області.
Член КПРС з 1969 року.
З 1982 року — бригадир жіночої тракторної бригади колгоспу «Родина» Покровського району Дніпропетровської області.
Потім — на пенсії в селищі Покровське Покровського району Дніпропетровської області.

## Нагороди
- ордени
- медалі